# 一口可梅
一口可梅（学名：Chrysobalanus icaco）为蔷薇科可口梅属下的一个种。

## 图片

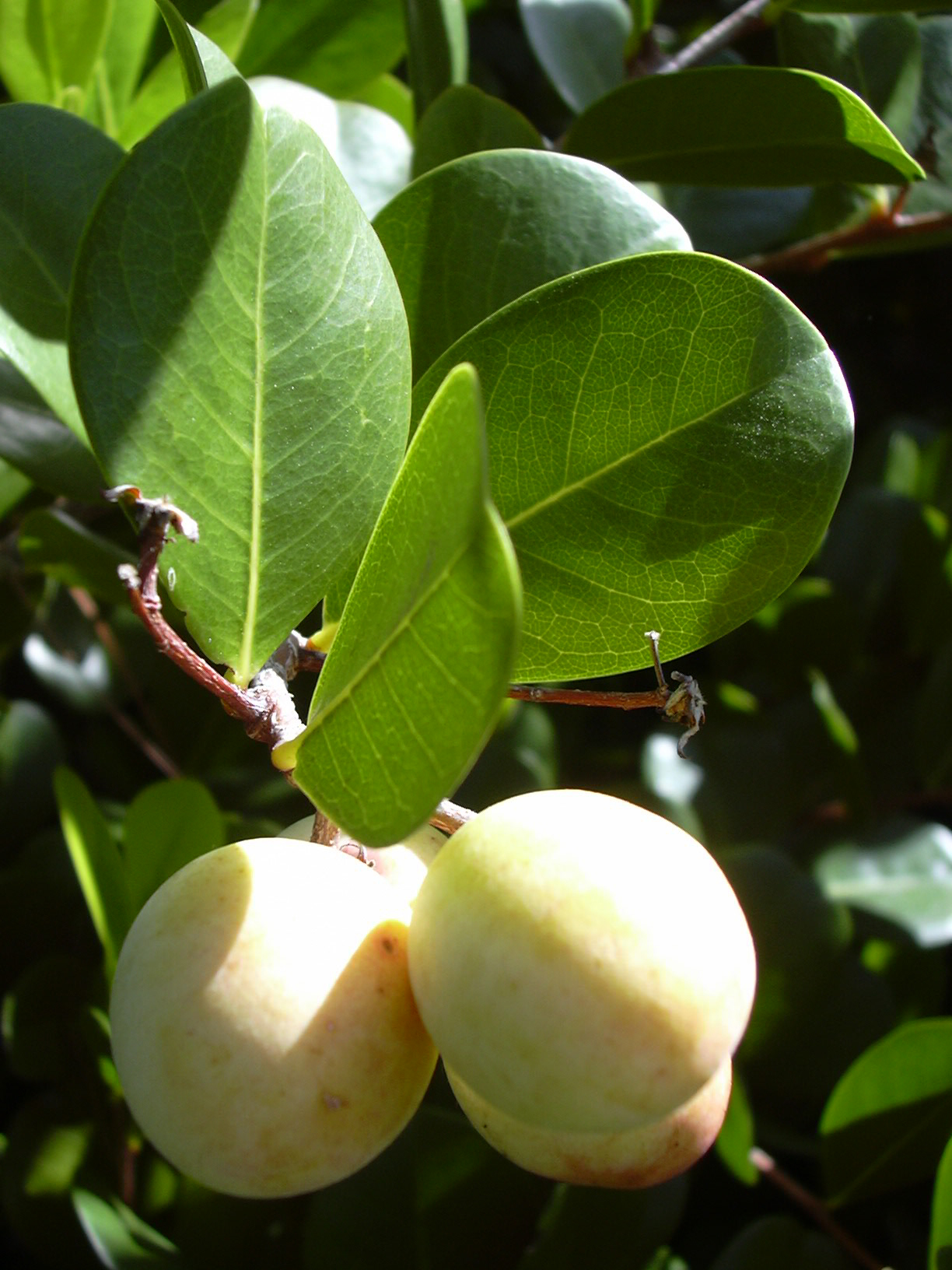
沿海种的果实
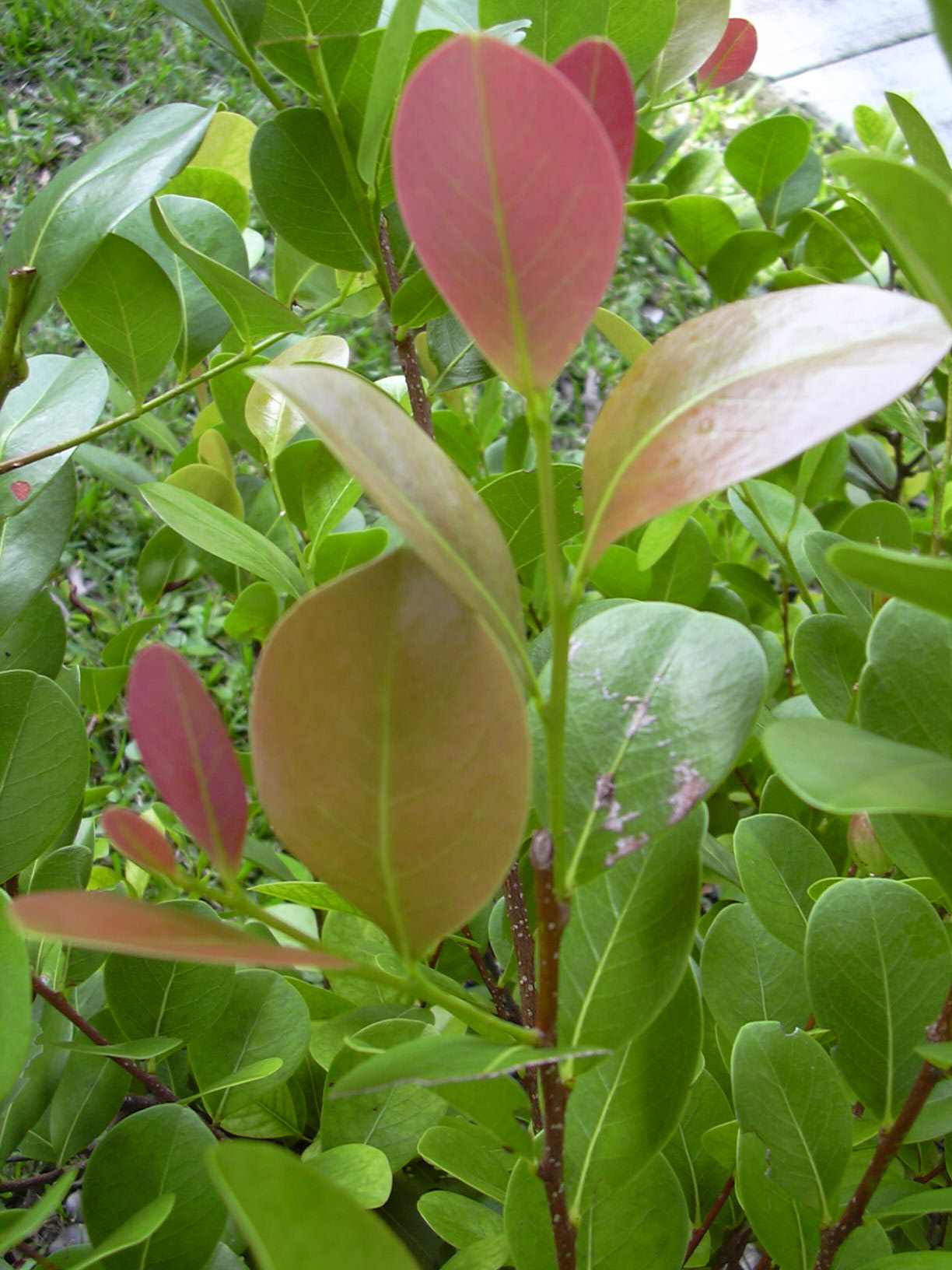
内陆种的红叶
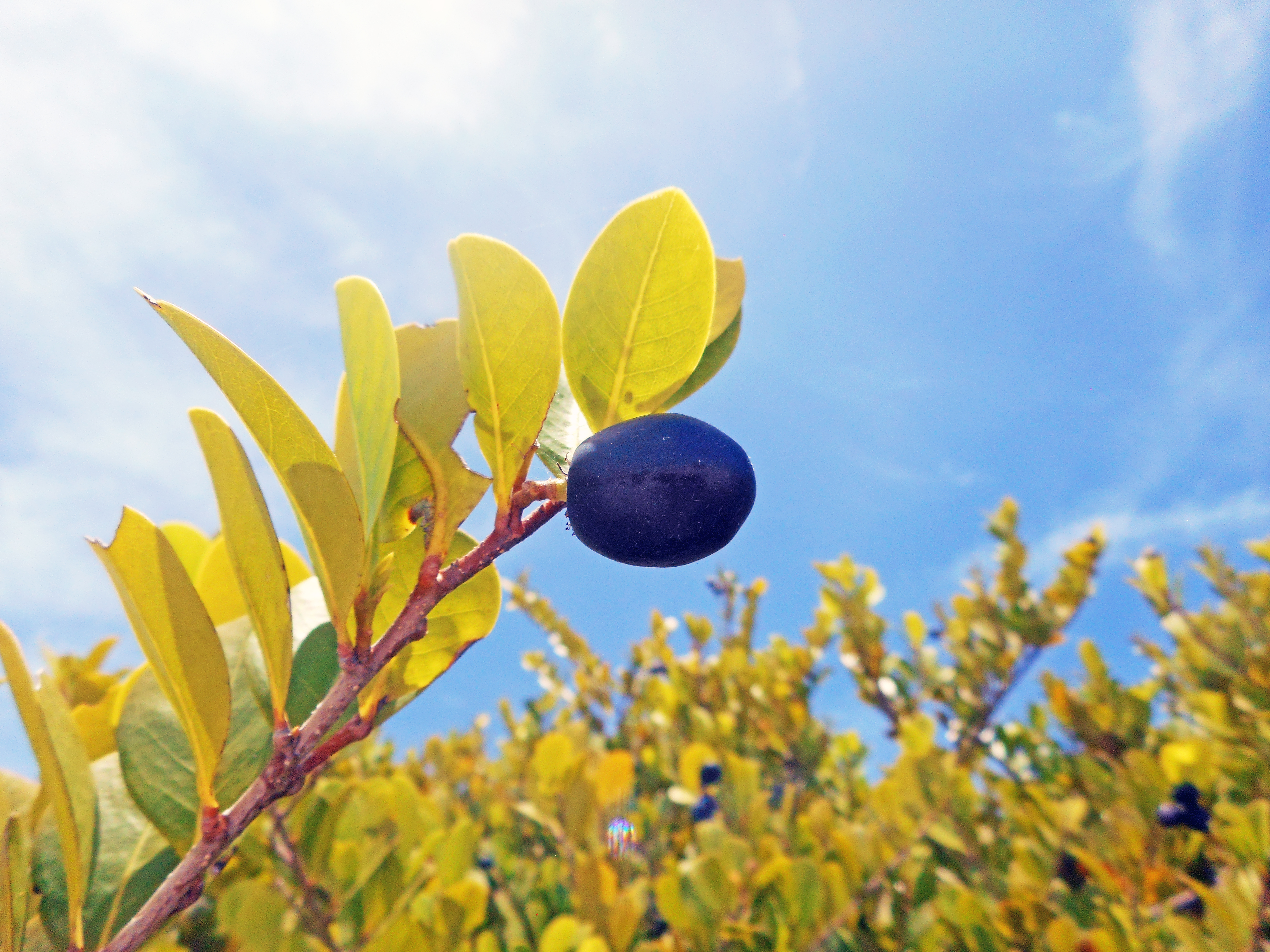
在奥莱塔河州立公园生长的一口可梅 - 果实和枝干
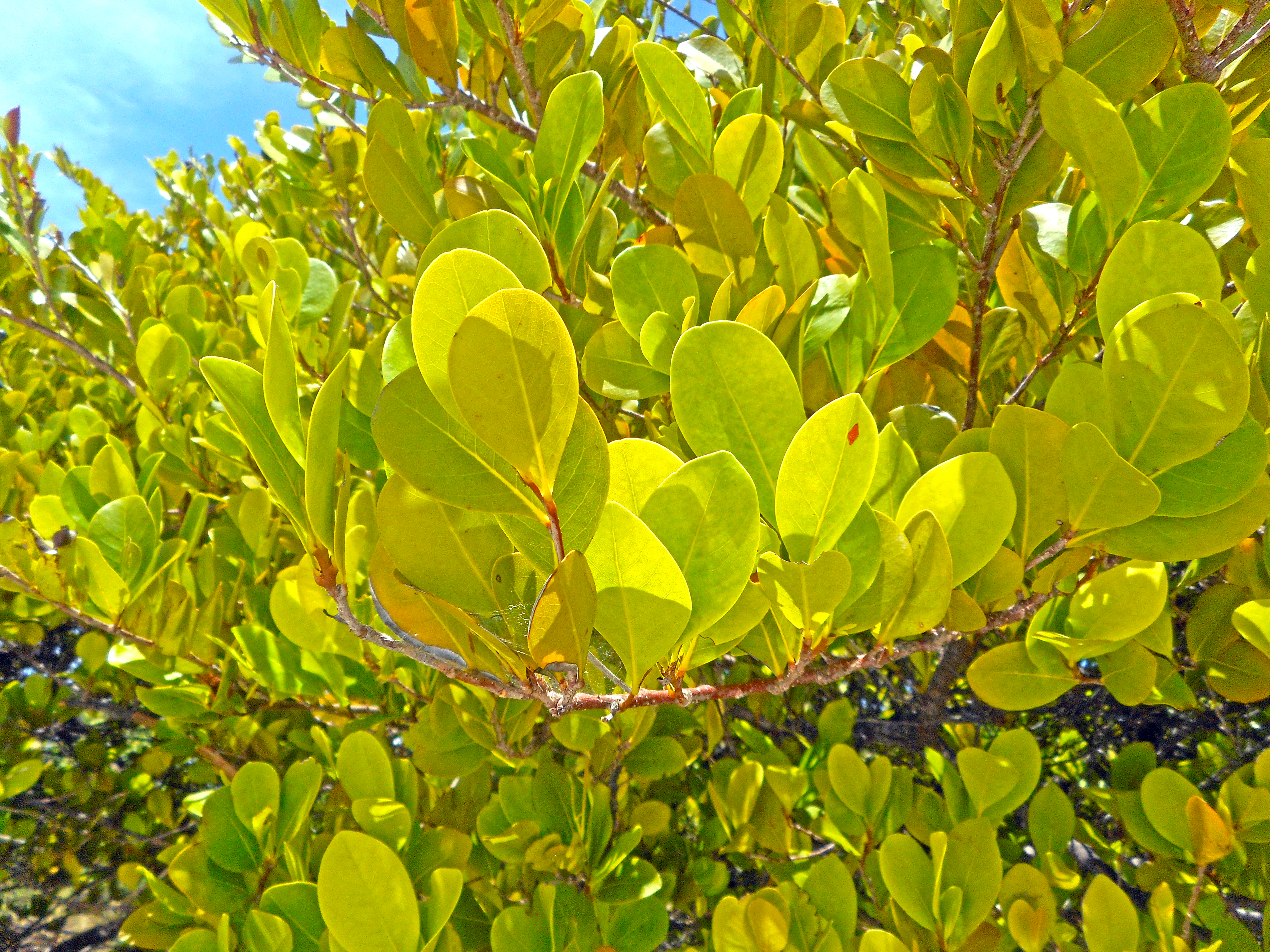
枝干
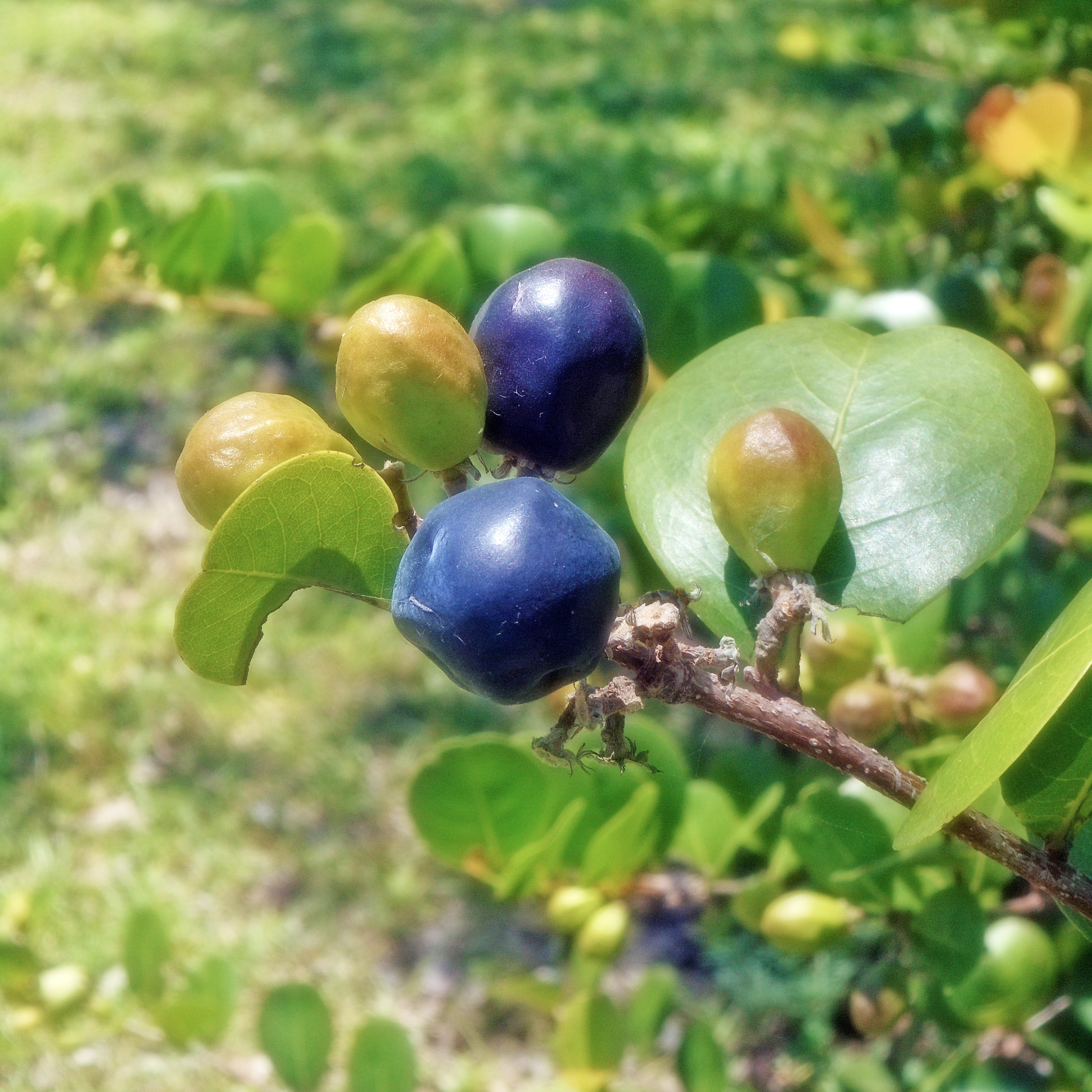
成熟和未成熟的果实